# カラフル (SHISHAMOの曲)
「カラフル」は、SHISHAMOの17作目の配信限定シングルで通算27作目のシングル。2024年10月2日にGOOD CREATORS RECORDS / UNIVERSAL SIGMAからリリースされた。

## 楽曲解説
- 前作「いっそこの心臓の音が君に聞こえたら」から約2ヶ月ぶりのシングル。
- 日本テレビ系『ズームイン!!サタデー』のテーマソングとして書き下ろされた曲。「土曜日の朝」をテーマに、休日の人、これから働く人、夜勤明けの人など様々なシチュエーションの人に寄り添うよう制作された[1]。
- 10月5日、『ズームイン!!サタデー』の新テーマソングとしてオンエアが開始された。また同番組で「カラフル」のレコーディングに密着した映像もオンエアされた[2]。

## ミュージック・ビデオ
- 10月18日、ティザー映像が公開された。翌日10月19日放送の『ズームイン!!サタデー』にてミュージック・ビデオが独占解禁され、番組ではメイキング映像もオンエアされた。そしてミュージック・ビデオの本編は、同日の朝8時にSHISHAMOのYouTubeチャンネルにて公開となった[3]。
- ビデオは、“みんな違って、みんな良い”をテーマに、「誰もが朝を迎えて思い描く今日という日は、少しのキッカケで好転していく。思いがけない出来事を全部楽しめたら」というメッセージが映像を通して表現されており、登場するキャラクター全員の個性が輝く作品となっている。映像監督は、「わたしの宇宙」「最高速度」のミュージック・ビデオも手掛けた石原慎が務めた[4][5]。ダンサーの中嶋美虹[6]、あいる[7]、笑里[8]、丹太威[9]、マーチングバンドのYOKOHAMA ROBINS[10]他、多くのキャストが出演している。撮影のロケ地は、アニヴェルセル 大宮[11]。

## 収録アルバム
- アルバム未収録